# Jan Stenbeck
Jan Hugo Robert Arne Stenbeck, född 14 november 1942 i Engelbrekts församling i Stockholm, död 19 augusti 2002 i Paris i Frankrike, var en svensk företagsledare, mediepionjär och finansman. Från 1977 och fram till sin död var han huvudägare och ledande kraft i Investmentbolaget Kinnevik. Stenbeck var en av det sena 1900-talets mest framgångsrika entreprenörer i Sverige. Han bodde under sin uppväxt och ungdom i Stockholm, men han hade sedan 1970-talet sin huvudsakliga hemvist i USA.

## Biografi

### Bakgrund
Jan Stenbeck var yngste son till affärsadvokaten Hugo Stenbeck (1890–1977) och dennes hustru filosofie kandidat Märtha Stenbeck, född Odelfelt (1906–1992). Efter studentexamen vid Östra Real och en jur kand vid Uppsala universitet tog Stenbeck också en MBA vid Harvard Business School i USA 1970. Han var anställd på investmentbanken Morgan Stanley & Co Inc. 1970-1976 och därefter tog hans karriär i affärslivet fart på allvar i och med bildandet av mobiltelefonbolaget Millicom.

### Affärsman
Under sin studietid i Uppsala på 1960-talet inledde Stenbeck sin affärsbana med att sälja amerikainspirerade skoltröjor genom sitt bolag Catco AB, som blev Sveriges i särklass största skoltröjeföretag.
1977 köpte Stenbeck det amerikanska bolaget Miltope, leverantör av skrivare och bandstationer till USA:s armé, och snappade upp idén till mobiltelefoni, som redan då fanns i USA. Miltope höll sig framme och tog hem en av de tre första amerikanska licenserna för mobiltelefoniforskning. När det lyckades startade Stenbeck Millicom 1979.
I början av 1980-talet hade Catco AB leverantörsskulder på nästan 3,5 miljoner kronor till Suomen Trikoo Oy AB, känt för varumärket Finnwear. För att ta sig ur den besvärliga situationen och avsluta sina affärer inom textilbranschen genomförde Stenbeck 1982 en så kallad inkråmsaffär, då han överlät allt utom Catcos bolagsbildning och organisationsnummer till Suomen Trikoo Oy AB. Stenbeck namnändrade sedan bolaget till Förvaltnings AB Confidentia som blev en viktig byggsten i hans fortsatta imperiebyggande.
Efter en uppslitande arvstrid med sina systrar Margaretha af Ugglas och Elisabeth Silfverstolpe (1935–1985) tog Jan Stenbeck 1983 över Investment AB Kinnevik och Invik efter fadern och ställde på egen hand om företagsgruppen från pappers- och stålindustri till ett medie- och teknikbolag. Han hade en förmåga att tidigt upptäcka nya affärsmöjligheter som skapades genom tekniska och ekonomiska omvärldsförändringar. Comvik (senare Comviq), Metro, Radio Rix, Strix Television, Tele2, TV3, TV-Shop, TV 1000, Viasat och ZTV är därför några av de verksamheter som Jan Stenbeck byggde upp.
Stenbeck bidrog också till att göra Sverige till ett framstående mobiltelefonland. Han fick samma roll som Henrik Tore Cedergren hade haft hundra år tidigare, nämligen att före de flesta inse den nya teknikens möjligheter och skapa affärsverksamheter som möjliggjorde en snabb spridning av telefonin. Före mitten av 1980-talet trodde inte ens de centrala aktörerna inom telekombranschen, varken i Sverige eller i andra länder, att utvecklingen inom mobiltelefonin skulle bli tillnärmelsevis så snabb som den blev. Jan Stenbeck kämpade hårt för rätten att driva ett privatägt mobilsystem på samma villkor som det statliga Televerket (senare Telia).
Det första viktiga beslutet togs av regeringen 1981 när Comvik fick tillstånd att automatiskt koppla sina samtal till det fasta telenätet. Både Televerket och Ericsson, som hade ett nära samarbete, var motståndare till att Stenbeck skulle få detta tillstånd. Comvik lanserade nya idéer för att få fler telefoner sålda och få dem flitigt använda. Bland annat började företaget 1993 betala ersättning till återförsäljare som sålde abonnemang, vilket ledde till stora rabatter på mobiltelefoner. År 1997 lanserades också det förbetalda kontantkortet.
Under sin livstid etablerade han fem börsnoterade bolag: Tele2, MTG, Millicom, Metro och Transcom. Handelsdagen efter hans död sjönk samtliga kurser kraftigt.

### Övriga aktiviteter, erkännande
Jan Stenbeck stod 1999 som huvudsponsor bakom Victory Challenge, en satsning på svenskt deltagande i seglingstävlingen America's Cup, som skaffade sin första båt år 2000. Victory Challenge byggdes upp för deltagande i America's Cup 2003 och Stenbeck avled således före tävlingen. Sonen Hugo Stenbeck tog över engagemanget i Victory Challenge efter Jan Stenbecks död.
Stockholms stad namnändrade i september 2010 det tidigare Torsnästorget i Kista till Jan Stenbecks torg, för att uppmärksamma Jan Stenbecks betydelse för framväxten av telekomindustrin i Sverige.

## Privatliv
Jan Stenbeck gifte sig 1976 med Merrill McLeod (1944–2006), dotter till redaktören Robert McLeod och Caroly, född Waring. Tillsammans fick de barnen Cristina, Hugo, Sophie och Max Stenbeck. Han erkände även faderskap för sonen Felix Granander, som föddes 1997 utom äktenskapet. Jan och Merrill Stenbeck separerade i mitten av 1990-talet och låg i skilsmässa vid Jan Stenbecks död. De sista åren av sitt liv bodde Stenbeck i Luxemburg. Han är begravd i Engelbrektskyrkans kolumbarium.

## Stenbecksfären
Bolag som ingår i den nuvarande företagsgruppen är bland annat MTG (som driver medieföretag i Norden och Baltikum under varumärken som Sonet Film, Viasat, Rix FM, Lugna Favoriter, TV3, TV6, TV8, ZTV, Viasat Sport och TV 1000), teleoperatören Tele2 (som även har varumärket Comviq), Metro International (som ger ut gratistidningar i både Europa, Asien och Amerika), samt Transcom (som erbjuder kundtjänst och kredithanteringstjänster till hundratals nationella och internationella kunder världen över).
I sfären finns även en del annorlunda inslag, till exempel konsultföretaget Netcom Consultants, vars affärsidé var att globalt sälja den mobilsystemkunskap inom GSM som gruppen byggt upp då Comviqs nät byggdes till nybildade mobiloperatörer. I många av de affärer Netcom genomförde fick de även i uppdrag att leda och genomföra nätdesign, samt upphandlingar av GSM-system genom upphandlingar riktade till de stora GSM-systemleverantörerna. Inom Netcom Consultants formades ett ”Procurement Practice”. Denna del av Millicomägda Netcom bolagiserades och såldes 2001 till Tele2 under namnet PIR – Procure It Right, efter att Stenbeck i samband med stora investeringsprojekt upplevt att Kinnevik hade svårigheter att få tag på konsulter med rätt kompetens för upphandlingar av denna typ.

### Ny arvstvist
Kontrollen över Jan Stenbecks företagsgrupp överfördes till Stenbecks dotter Cristina efter hans död, men det slutliga arvskiftet blev färdigt först i januari 2006.

## Radio och TV om Jan Stenbeck
Jan Stenbeck var sommarvärd i Sommar i P1 i augusti 1990.
2013 sändes dokumentärserien Stenbeck - dokumentären om Jan Stenbeck som producerades av Pär Fjällström. Serien blev utsedd till Årets dokumentärprogram på Kristallen 2013.
2025 sändes dramaserien Stenbeck på SVT.